# 德萊爾 (密西西比州)
德萊爾（英語：DeLisle）是位於美國密西西比州哈里森縣的普查規定居民點。

## 歷史
德萊爾的郵局於1884年設立，其後於1974年停運。

## 人口
根據2020年美國人口普查的數據，德萊爾的面積為28.12平方千米，當中陸地面積為27.36平方千米，而水域面積為0.76平方千米。當地共有人口1275人，而人口密度為每平方千米45.34人。